# Hart aber fair

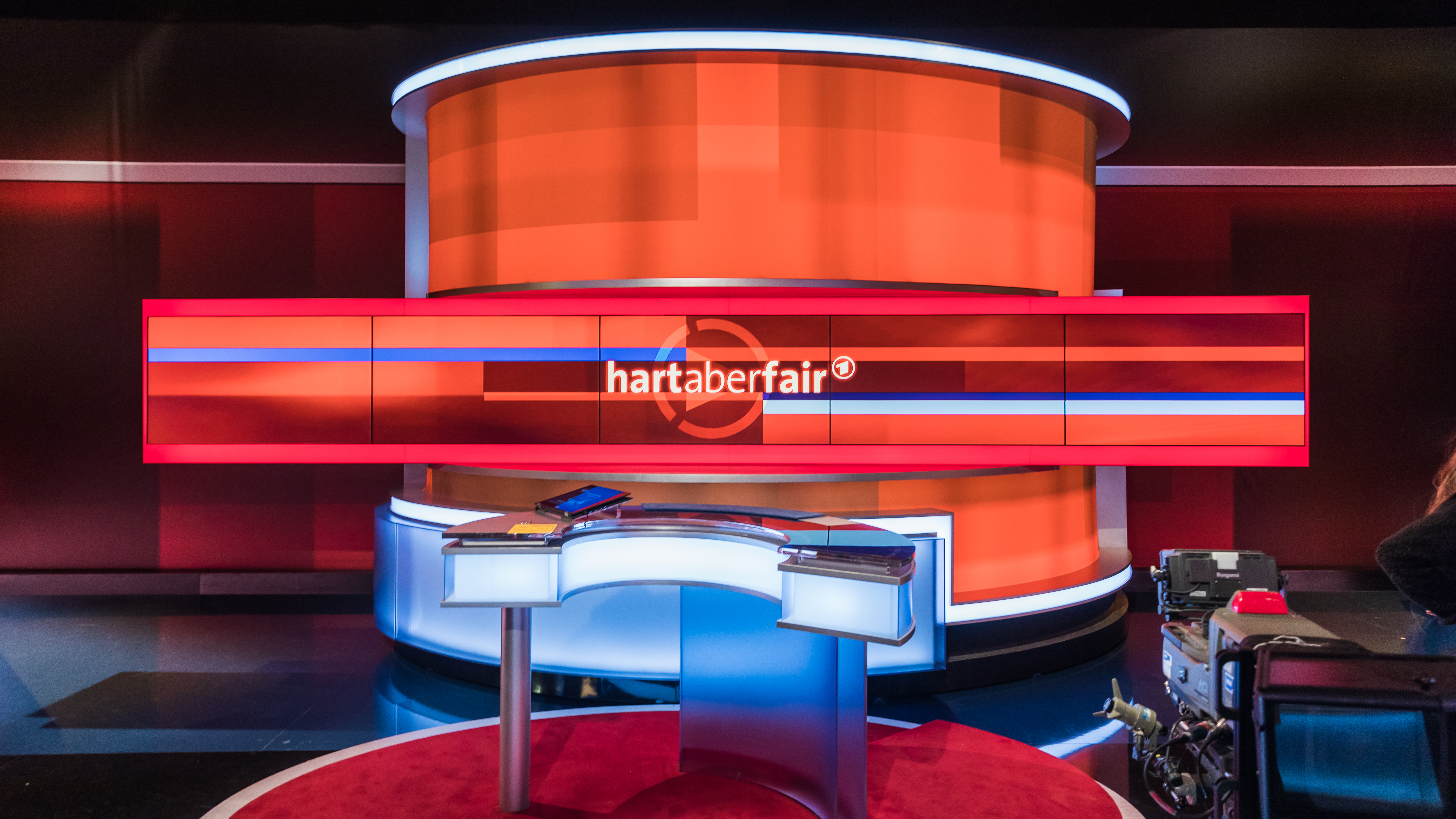
Hart aber fair

hart aber fair (Dur dar drept) este o emisiune talkshow la televiziunea germană cu teme politice, ea a început să fie transmisă din anul 2001. Emisiunea durează 75 - 90 de minute, ea fiind transmisă miercurea seara pe postul ARD. "Hart aber fair" este moderată de Frank Plasberg, oaspeții invitați dezbat o anumită temă, văzută din diferite puncte de vedere. În timpul discuțiilor sunt prezentate telespectatorilor și câteva filme scurte legate de tema pusă în discuție. Emisiunea a fost distinsă cu premiile Goldene Kamera 2009 și Premiul Adolf Grimme